# Мойпора
Мойпора (порт. Moiporá) — муниципалитет в Бразилии, входит в штат Гояс. Составная часть мезорегиона Центр штата Гойас. Входит в экономико-статистический микрорегион Ипора. Население составляет 1852 человека на 2006 год. Занимает площадь 460,623 км². Плотность населения — 4,0 чел./км².
Праздник города — 14 ноября. 

## История
Город основан в [1958] году.

## Статистика
- Валовой внутренний продукт на 2003 год составляет 13 236 632,00 реалов (данные: Бразильский институт географии и статистики).
- Валовой внутренний продукт на душу населения на 2003 год составляет 6854,81 реала (данные: Бразильский институт географии и статистики).
- Индекс развития человеческого потенциала на 2000 год составляет 0,730 (данные: Программа развития ООН).